# Le Roi du cirque
Cet article concerne le film franco-autrichien. Pour l'album de bande dessinée, voir Le Roi du cirque (Bob et Bobette).
Pour plus de détails, voir Fiche technique et Distribution.
Le Roi du cirque (Max, der Zirkuskönig) est un film franco-autrichien de Édouard-Émile Violet et Max Linder, sorti en 1924.
Ce film était malheureusement perdu, mais il a pu être reconstitué et restauré par Lobster Films à partir de 11 copies retrouvées dans le monde.

## Synopsis
Malgré la colère de son oncle le marquis, le comte Max de Pompadour reste un bambocheur invétéré. Mis en demeure de s'assagir et de se marier, il dit aimer la belle Ketty qui triomphe au cirque Buffalo. Ni l'oncle de Max, ni le père de Ketty n'acceptent ce qu'ils considèrent comme une mésalliance, Ketty décide alors Max à devenir " roi du cirque" et à éliminer Emilio, son partenaire. Max se lance dans divers exercices, devient dompteur de puces, soutient un match de boxe et, croyant avoir truqué un numéro de dressage, dompte avec le sourire un lion féroce. Il obtient la main de Ketty et le titre envié.

## Fiche technique
- Titre original : Max, der Zirkuskönig
- Titre français : Le Roi du cirque
- Réalisation : Édouard-Émile Violet et Max Linder
- Scénario : Max Linder
- Pays de production :  Autriche -  France
- Format : noir et blanc — 1,33:1 — film muet
- Genre : comédie
- Durée : 64 minutes
- Dates de sortie :
  - Autriche : 23 mai 1924
  - France : 1924 ou 1925 ; 14 octobre 2021 (version reconstituée et restaurée, Festival Lumière, Lyon)[2]

## Distribution
- Max Linder : Max de Pompadour
- Eugen Burg : le marquis de Pompadour, son oncle
- Vilma Bánky : Ketty
- Gyula Szöreghy : le directeur du cirque
- Eugen Günther : le domestique
- Fred Boston : le partenaire
- Victor Franz : le malade